# Boghuma Kabisen Titanji
Boghuma Kabisen Titanji est une scientifique et chercheuse clinique camerounaise. Elle est une experte des virus résistants aux médicaments anti-VIH.

## Biographie
Boghuma Kabisen Titanji, formée cliniquement au Cameroun, a obtenu son MSc et DTM & H en médecine tropicale et santé internationale de la London School of Hygiene & Tropical Medicine en 2010 et un doctorat en maladies infectieuses étudiant la propagation du VIH-1 de cellule à cellule et résistance aux médicaments antirétroviraux de l' University College London en 2014. Le travail de Titanji se concentre sur les mécanismes de transmission du VIH et de résistance aux antirétroviraux. En mai 2012, elle donne une conférence TED sur l'éthique de la recherche médicale en Afrique.

## Reconnaissance et récompenses
- 2012 : Titanji reçoit une bourse du Commonwealth[5].
- 2014 : Titanji est inscrite sur la liste de la British Broadcasting Corporation des « 100 femmes qui changent le monde » en 2014 pour son travail sur l'avancement de la recherche éthique[6].

## Sélection de publications
- Boghuma Kabisen Titanji, Deenan Pillay1, Clare Jolly (mai 2017) « Antiretroviral therapy and cell-cell spread of wild-type and drug-resistance human immunodeficiency virus-1 », 5 mai 2017, Journal of General Virology 98: 821-834, doi: 10.1099 / jgv.0.000728
- Boghuma Kabisen Titanji Marlen Aasa-Chapman, Deenan Pillay et Clare Jolly (décembre 2013) « Protease inhibitors effectively block cell-to-cell spread of HIV-1 between T cells », Retrovirology. 2013; 10: 161. Publié en ligne le 24 décembre 2013 doi: 10.1186 / 1742-4690-10-161